# Paganoïta
La paganoïta és un mineral de la classe dels fosfats. Rep el nom en honor de Renato Pagano (1938-) i Adriana (Paccagnella) Pagano pel seu llarg servei a la comunitat mineralògica europea.

## Característiques
La paganoïta és un fosfat de fórmula química NiBi(AsO₄)O. Va ser aprovada com a espècie vàlida per l'Associació Mineralògica Internacional l'any 1999, i la primera publicació data del 2001. Cristal·litza en el sistema triclínic. La seva duresa a l'escala de Mohs es troba entre 1 i 2.
Segons la classificació de Nickel-Strunz, la paganoïta pertany a «08.BH: Fosfats, etc. amb anions addicionals, sense H₂O, amb cations de mida mitjana i gran, (OH, etc.):RO₄ = 1:1» juntament amb els següents minerals: thadeuïta, durangita, isokita, lacroixita, maxwellita, panasqueiraïta, tilasita, drugmanita, bjarebyita, cirrolita, kulanita, penikisita, perloffita, johntomaïta, bertossaïta, palermoïta, carminita, sewardita, adelita, arsendescloizita, austinita, cobaltaustinita, conicalcita, duftita, gabrielsonita, nickelaustinita, tangeïta, gottlobita, hermannroseïta, čechita, descloizita, mottramita, pirobelonita, bayldonita, vesignieïta, jagowerita, carlgieseckeïta-(Nd), attakolita i leningradita.

## Formació i jaciments
Va ser descoberta a Johanngeorgenstadt, al districte homònim d'Erzgebirge, a l'estat de Saxònia, Alemanya. Es tracta de l'únic indret on ha estat descrita aquesta espècie mineral.